# 霍亂疫苗
霍亂疫苗（英語：cholera vaccine）是一種可有效預防霍亂的疫苗。約85%施打過疫苗的人在施打後6個月仍有效力，50─60%的人在施打後1年仍有效力。施打後2年，仍受疫苗保護的人數會降低到50%以下。當社群裡有足夠比例的人受到疫苗保護，就可能產生群體免疫現象，因而讓不受保護的人免於罹患霍亂。世界衛生組織建議感染霍亂風險較高的人在疫苗接種外也應該併用其他防治方式。目前建議口服的霍亂疫苗需要重覆服用2─3次，部分國家也備有針劑式霍亂疫苗，但針劑較不易取得。
兩種口服藥劑通常都是安全的，但可能會有輕微腹痛或腹瀉的副作用。對孕婦和免疫功能較差者，兩種藥劑也都是安全的。霍亂疫苗在60多個國家取得藥物許可證。在霍亂盛行的國家使用疫苗防治，是符合成本效益的。
在世界衛生組織基本藥物標準清單上，霍亂疫苗是衛生系統中最重要的必需藥品。霍亂防疫的成本在美金1角到4元之間。

## 研发历史
1885年，西班牙人Jaume Ferran i Clua曾首次为人类接种霍乱疫苗，在西班牙为至少3万人接种。但其结果不被科学界和同行所接受，几个调查委员会均未发现他的接种起到了保护作用，甚至有人怀疑他的疫苗杀死的人多于拯救的人。
1892年，犹太裔的法国微生物学家沃尔德玛·哈夫金在法国巴斯德研究院工作期间，研发了首例人类霍乱疫苗并进行了人体试验。1893年，全球第五次霍乱大流行期间，在获得“微生物学之父”路易·巴斯德的肯定后，哈夫金前往印度加尔各答地区开展大规模霍乱疫苗接种，并成功降低了霍乱发病率。直至1895年秋，他记录接种了约42,000人；1896年3月，哈夫金重新回到加尔各答，再次接种了超过3万人。 
1990年代，口服疫苗首次引入。